# Tamouls
Cet article concerne le groupe ethnolinguistique. Pour la langue, voir Tamoul.
Les Tamouls sont un groupe ethnolinguistique originaire du sud du sous-continent indien ou Asie du Sud, vivant majoritairement dans la partie méridionale de l'Inde, essentiellement dans l'État du Tamil Nadu (signifiant littéralement « pays tamoul »), et minoritairement au Sri Lanka. Leur langue est le tamoul, dont l'histoire remonte à deux millénaires. On trouve des communautés d'origine tamoule dans plusieurs parties du globe. Les Tamouls sont principalement hindous, mais comptent d'importantes minorités chrétiennes et musulmanes.
En 1997, la population tamoule dans le monde s'élevait à un total de 86 millions de personnes, dont 61,5 millions en Inde, essentiellement au Tamil Nadu. En 2009, elle est de l'ordre de 85 millions de personnes. Le tamoul est reconnu comme une langue officielle au Sri Lanka, à Singapour et dans l’État du Tamil Nadu en Inde. 
Historiquement, la langue tamoule a été la première langue d'Inde à pouvoir être considérée comme une langue classique. L'art et l'architecture du peuple tamoul comprennent quelques-unes des plus notables contributions de l'Asie du Sud en général à l'art mondial.
La musique tamoule, l'architecture des temples dravidiens et les sculptures stylisées appréciées des Tamouls sont toujours apprises et pratiquées. La langue tamoule classique peut se targuer aujourd'hui d'avoir la littérature la plus importante parmi les différentes langues dravidiennes.
L'écriture pallava, une variante d'écriture brahmi du sud utilisée par la dynastie tamoule des Pallava, a servi de base à plusieurs des systèmes d'écriture d'Asie du Sud-Est, parmi lesquels le birman, le khmer, le thaï, le laotien et le javanais. Les Tamouls sont considérés comme un peuple dravidien.

## Origine du terme
On ne sait pas si le terme Tamilar et ses équivalents en prakrit, tels que Damela, Dameda, Dhamila et Damila étaient employés par les Tamils eux-mêmes pour se désigner, ou si le terme était utilisé par les étrangers. On a trouvé des traces épigraphiques d'un groupe ethnique de ce nom dans l'ancien Sri Lanka, où un certain nombre d'inscriptions, que l'on a pu dater du IIIe au Ier siècle av. J.-C., et qui mentionnent des personnes appelées Damela ou Dameda ont été mises au jour. Dans l'inscription bien connue, dite Hathigumpha, du souverain indien kalinga connu sous le nom de Kharavela, on trouve la référence à une Tramira samghata (Confédération des chefs tamouls) datée de 150 av. J.-C. Elle mentionne également que la Ligue des royaumes tamouls existait depuis 113 ans à ce moment-là. À Amaravati, dans l’Andhra Pradesh d'aujourd'hui, il existe une inscription qui fait allusion à un Dhamila vaniya (un commerçant tamoul), qui a pu être datée du IIIe siècle. Une autre inscription datant sensiblement de la même époque, à Nagarjunakonda, semble parler d'un Damila. Une troisième inscription, dans les grottes de Kanheri se réfère à un Damila gharini (un chef de famille tamoul). Dans le conte populaire jātaka bouddhiste connue sous le nom de Akiti Jakata, il est fait mention du Damila rattha, le pays tamoul. Par conséquent, il est clair que, au moins dès le IIIe siècle av. J.-C., l'identité ethnique des Tamouls les constituait déjà comme un groupe distinct.
Le terme Tamilar est étymologiquement lié au tamoul, le langage parlé par les Tamouls. Southworth suggère que le mot viendrait de tam-miz, tam-iz, « sa propre parole ». Zvelebil suggère une étymologie de tam-iz, selon laquelle tam signifierait « soi-même » et -iz aurait la connotation « d'un son qui se déroule ». Il suggère une autre piste, dérivée de tamiz < tam-iz < *tav-iz < *tak-iz, ayant pour signification originelle « la manière correcte (de parler) ».

## Histoire

### En Inde

#### Période antique
Des urnes funéraires datant d'environ 1500 ans av. J.–C. ont été découvertes dans divers lieux du Tamil Nadu, en particulier à Adichanallur, dans le district de Tirunelveli,,. Ce sont peut-être des témoignages indiquant la présence précoce du peuple tamoul dans ce qui est aujourd'hui le Tamil Nadu.
Diverses légendes se sont répandues après le dixième siècle ap. J.-C. concernant l'ancienneté du peuple Tamoul. Selon l’Iraiyanar Agapporul, une annotation du Xe siècle sur la littérature sangam, le pays tamoul s'étendait vers le sud au-delà des frontières naturelles de la péninsule indienne. Toute cette terre, disait-on, avait été ultérieurement submergée par un déluge. Les légendes sangam renforçaient l'antiquité présumée du peuple tamoul en affirmant qu'il y avait eu des dizaines de milliers d'années d'activité littéraire continue, au cours de trois sangam.

#### Période classique

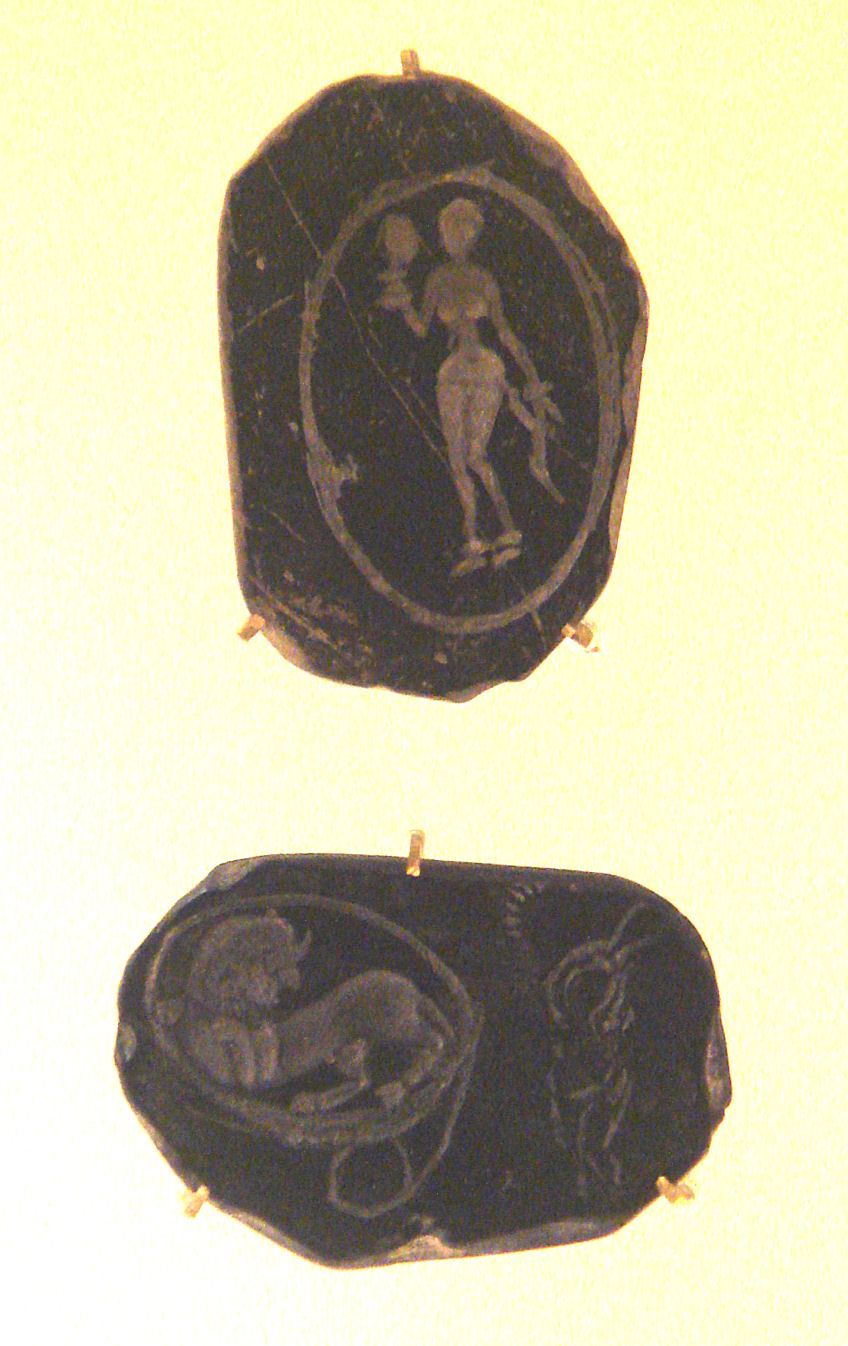
Poterie grise ornée de gravures, Arikamedu, Ier siècle.

À compter du IIIe siècle environ, trois dynasties royales — les Chola, les Chera et les Pândya — émergèrent, pour régner sur l'ancien pays tamoul. Chacune de ces dynasties s'était taillé son propre royaume dans les régions de langue tamoule. La littérature classique sangam, ainsi que des inscriptions, décrivent également un certain nombre de velir, c'est-à-dire des roitelets, des souverains mineurs qui gouvernaient ensemble de larges zones de la partie centrale du Tamil Nadu.
Les guerres entre les rois et les petits souverains locaux étaient fréquentes, de même que les conflits avec l'ancien Sri Lanka,.
Il semble que ces guerres aient été menées plus pour affirmer une hégémonie ou exiger un tribut que pour annexer des territoires. Les rois et roitelets protégeaient les arts, et il existe une quantité importante de documents littéraires datant de cette époque. Cette littérature montre que de nombreuses pratiques culturelles considérées aujourd'hui comme typiquement tamoules remontent à la période classique.
L'agriculture était importante à cette époque : il y a des traces montrant que des réseaux d'irrigation ont été construits dès le IIe siècle. Le commerce intérieur, aussi bien que le commerce extérieur, étaient florissants, et l'on a trouvé des témoignages de l'existence de contacts avec la Rome antique. D'importantes quantités de pièces de monnaie romaines, et des marques de la présence de commerçants romains ont été découvertes à Karur et Arikamedu. Il existe également des indices montrant qu'au moins deux ambassades furent envoyées à Rome par les rois pandyas pour y rencontrer l'empereur Auguste. Des tessons de poterie portant des caractères tamouls ont également été trouvés dans des excavations de la mer Rouge, suggérant la présence de marchands tamouls à cet endroit. Le compte-rendu, écrit en grec par un voyageur anonyme du Ier siècle (Periplus Maris Erytraei, le Périple de la mer Érythrée) décrit avec force détails les ports des royaumes Pandya et Chera à Damirica, ainsi que leurs activités commerciales. Il indique également que les principales exportations des anciens Tamouls étaient le poivre, la cannelle, les perles, l'ivoire, la soie, le nard, les diamants, les saphirs, et l'écaille de tortue.
La période classique se termina aux alentours du IVe siècle avec les invasions menées par les Kalabhra, appelés Kalappirar dans la littérature et les inscriptions tamoules. Ces envahisseurs étaient décrits comme des rois mauvais et barbares, venus des régions situées au nord du pays tamoul. Cette période, communément appelée les Temps Obscurs (Dark Ages) du pays tamoul, s'acheva par l'ascension de la dynastie Pallava,,. Selon Clarence Malloney, les Tamouls s'établirent également aux Maldives pendant la période classique.

#### Période impériale et post-impériale
Bien que les chroniques des Pallava existent à partir du IIe siècle, les Pallava eux-mêmes ne parvinrent pas à la plénitude de leur développement en tant que dynastie impériale avant le VIe siècle. La dynastie ne semble pas avoir été d'origine tamoule, bien qu'elle ait rapidement adopté la culture locale ainsi que la langue. Les Pallava cherchaient à prendre exemple sur les grandes dynasties du nord, telles que celles des Mauryas et des Guptas. C'est pourquoi ils transformèrent la royauté en empire, en cherchant à rassembler de vastes territoires sous leur contrôle direct. Les Pallava avaient adopté la religion hindoue, bien que, pendant une brève période, l'un de leurs souverains ait embrassé le jaïnisme, avant de se convertir plus tard à l'hindouisme. Le mouvement Bakhti de l'hindouisme fut fondé à cette époque par de saints hommes d'origine tamoule, et se répandit à la faveur de l'influence croissante du jaïnisme et du bouddhisme. Les Pallavas initièrent la construction de vastes temples de pierre très ornés, qui formèrent la base de l'architecture des temples dravidiens.
Les Pallava furent renversés au IXe siècle par la montée en puissance des Chola. Ces Chola allaient dominer la région au Xe siècle et établir un empire couvrant l'essentiel de l'Inde du sud et du Sri Lanka, Cet empire entretenait de forts liens commerciaux avec la Chine et l'Asie du Sud-Est,. La marine chola conquit le royaume de Sri Vijaya à Sumatra et alla jusqu'en Thaïlande et en Birmanie. La puissance chola déclina au XIIe siècle et au XIIIe siècle, et la dynastie Pandya connut ensuite une brève période de prospérité pendant le règne de Sundara Pandya. Cependant, des invasions musulmanes répétées éprouvèrent lourdement les ressources de l'empire à partir du XVe siècle, sonnant la fin de la dynastie au XVIe siècle.
Les régions tamoules de l'ouest devinrent de plus en plus distinctes politiquement du reste des terres tamoules après que les empires Chola et Pandya en eurent perdu le contrôle au XIIIe siècle. Leur langue et leur littérature évolua de façon distincte également, se séparant de plus en plus du tamoul pour devenir le malayalam au XVe siècle.
Il n'y eut plus de grands empires ensuite, et des parties du Tamil Nadu furent pour un temps gouvernées par des chefs locaux, comme les Nayaks du Maharashtra d'aujourd'hui (voir Serfoji II) et de certaines régions de l'Andhra Pradesh. À partir du XVIIe siècle, les puissances européennes commencèrent à établir des colonies et des avant-postes dans la région. Des batailles eurent lieu au XVIIIe siècle entre les Britanniques, les Français et les Néerlandais, et, à la fin du XVIIIe siècle, la majeure partie du Tamil Nadu était contrôlée par la Grande-Bretagne.

### Au Sri Lanka
Les experts ont du mal à parvenir à un consensus concernant la présence des Tamouls au Sri Lanka, également connu sous le nom d'Eelam dans les premières œuvres de la littérature tamoule, avant la période Chola (aux alentours du Xe siècle). Selon une théorie, il n'y aurait pas eu de présence tamoule organisée au Sri Lanka avant les invasions venues au Xe siècle du sud de l'Inde.[réf. nécessaire] Selon une autre, les Tamouls seraient la population indigène de l'île.[réf. nécessaire]

#### Époque préhistorique
Les Tamouls présentent un type physique apparenté à celui des autres populations dravidiennes du sud de l'Inde et des Veddas indigènes du Sri Lanka. On pense que c'est la diffusion culturelle, plus que la migration des peuples, qui a répandu les langues tamoule et cingalaise de la péninsule indienne vers la population mésolithique existant au Sri Lanka, des siècles avant l'ère chrétienne.
Des sites d'un peuplement culturellement proche des populations du Sri Lanka d'aujourd'hui et du Tamil Nadu de l'Inde moderne ont été découverts et fouillés, les emplacements funéraires de Pomparippu sur la côte ouest et de Kathiraveli sur la côte est de l'île, là où se trouvaient des villages établis entre le Ve  et le  IIe siècle av. J.-C.,.
Des similitudes culturelles dans les pratiques funéraires de l'Inde du sud et du Sri Lanka ont été datées par les archéologues comme remontant au Xe siècle av. J.-C. Cependant, l'histoire et l'archéologie indiennes ont repoussé cette date au XVe siècle av. J.-C., et, au Sri Lanka, il y a des preuves radiométriques en provenance d'Anuradhapura selon lesquelles les poteries rouges et noires, porteuses de symboles non Brahmi, remontent au moins au IXe ou au Xe siècle av. J.-C., voire plus avant.

#### Époque historique

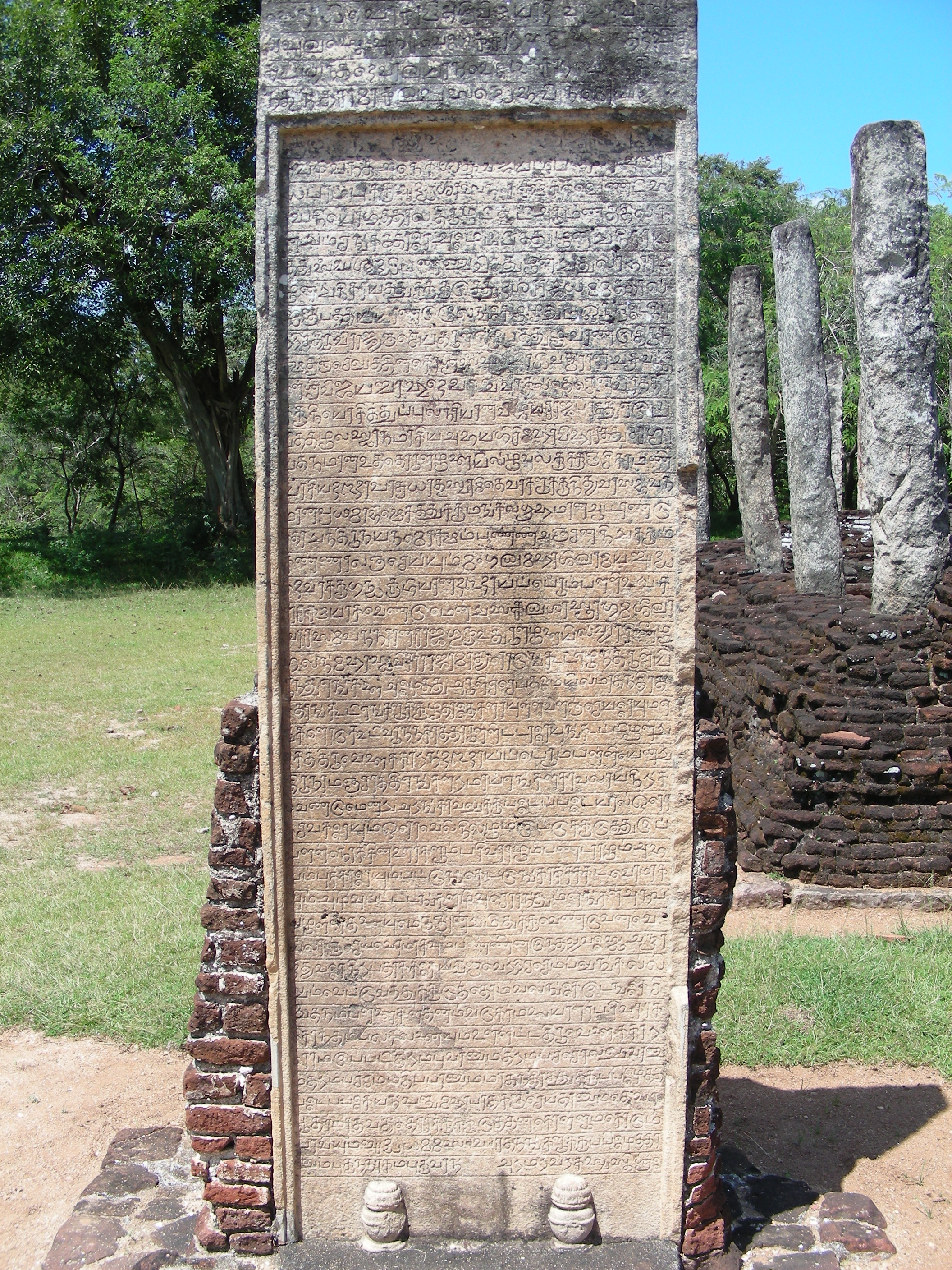
Inscription datant de 1100 ap. J.-C., laissée par des soldats tamouls à Polonnaruwa, au Sri Lanka.

Des tessons de poterie portant des inscriptions en écriture tamoule ancienne du IIe siècle av. J.-C. ont été trouvés lors de fouilles à Poonakari et Jaffna, portant plusieurs mentions, dont le nom d'un clan — vela, qu'on peut rapprocher des velir du vieux pays tamoul.
Il existe des traces épigraphiques d'une population qui s'identifiait comme des Damelas ou Damedas (mot prâkrit désignant le peuple tamoul) à Anuradhapura, la capitale du Rajarata, et dans d'autres régions du Sri Lanka, dès le IIe siècle av. J.-C.. Des chroniques montrent que les royaumes tamouls de l'Inde étaient étroitement associés aux affaires de l'île dès le IIe siècle av. J.-C.,. Dans le Mahavamsa, un poème historique, des aventuriers tamouls, comme le roi Elara, envahissent l'île vers 145 av. J.-C. Des soldats tamouls venant du sud de l'Inde furent amenés à Anuradhapura entre le VIIe et le XIe siècle en si grand nombre que les rois et roitelets locaux qui cherchaient à s'imposer durent s'appuyer sur eux. Dès le VIIIe siècle, il existait des villages tamouls connus collectivement sous le nom de Demel-kaballa (établissements tamouls), Demelat-valademin (villages tamouls), et Demel-gam-bim (villages et terres tamouls).

#### Époque médiévale
Au IXe et au Xe siècle, des incursions Pandya et Chola au Sri Lanka culminèrent avec l'annexion de l'île par les Chola, annexion qui dura jusqu'à la seconde moitié du XIe siècle,,,.
Le déclin du pouvoir chola au Sri Lanka fut suivi par la restauration de la monarchie de Polonnâruvâ vers la fin du XIe siècle. En 1215, à la suite des invasions pandya, la dynastie tamoule Arya Chakaravarthi établit un royaume indépendant à Jaffna sur la péninsule de Jaffna et le nord du Sri Lanka. L'expansion Arya Chakaravarthi vers le sud fut stoppée par Alagakkonara, descendant d'une famille de marchands de Kanchipuram, au Tamil Nadu, et premier ministre du roi cingalais Parakramabahu V (1344-1359).
Vira Alakeshwara, un descendant d'Alagakkonara, devint plus tard roi des Cingalais, mais il fut renversé par l'amiral Zheng He, au service des Ming en 1409. La dynastie Arya Chakaravarthi régna sur de larges portions du nord-est du Sri Lanka jusqu'à la conquête du royaume de Jaffna par les Portugais en 1619. Les zones côtières de l'île furent ensuite conquises par les Néerlandais, puis par les Britanniques pour devenir une partie de leur Empire en 1796.
Le système de castes du Sri Lanka touchant la majorité de la population cingalaise s'appliquait également aux immigrants hindous venus d'Inde du sud depuis le XIIIe siècle. Cela a conduit à l'émergence de trois nouvelles castes cingalaises : les Salagama, les Durava et les Karava,,. L'immigration hindoue et l'assimilation se poursuivirent jusqu'au XVIIIe siècle.

### Période moderne
Les colons britanniques firent du territoire tamoul en Inde du sud la Madras Presidency, la « présidence de Madras », qui fut intégrée dans l'Inde britannique. De même, les régions tamoules du Sri Lanka furent réunies aux autres régions de l'île en 1802 pour former la colonie britannique de Ceylan. Après l'indépendance de l'Inde en 1947, et du Sri Lanka en 1948, les régions tamoules continuèrent à faire partie de ces entités politiques.
Lors de l'indépendance de l'Inde, la présidence de Madras devint en effet l'État indien de Madras, qui comprenait l'actuel Tamil Nadu, la région côtière de l'Andhra Pradesh, le Kerala actuel, et la côte sud-ouest du Karnataka. Par la suite, cet État fut partagé en fonction des langues qui s'y parlaient. En 1953, les districts nord formèrent l'Andhra Pradesh. À la suite de la loi de 1956 sur la réorganisation des États, l'État de Madras perdit ses districts côtiers de l'ouest. Les districts de Bellary et du Kanara méridional furent cédés à l'État de Mysore, tandis que le district de Malabar et les anciens États princiers de Travancore et de Cochin formaient le Kerala. En 1968, ce qui restait de l'État de Madras fut rebaptisé Tamil Nadu.
Il y eut quelques demandes au début en faveur de la constitution d'un État tamoul indépendant, après l'adoption du système fédéral. Cependant, la constitution indienne garantissant une substantielle autonomie aux différents États, et les protestations formulées par les Tamouls en 1963 ayant amené le gouvernement à adopter une nouvelle politique dite « formule des trois langues », les Tamouls de l'Inde furent de plus en plus favorables aux arrangements trouvés par le gouvernement fédéral indien, au point qu'il y a aujourd'hui très peu de revendications indépendantistes ou de demande de sécession.
Au Sri Lanka, en revanche, l'organisation centralisée a mené les Tamouls à la conviction croissante qu'ils faisaient l'objet de discriminations de la part de la majorité cingalaise. Cela s'est traduit par la demande d'une organisation de type fédéral, grandissant dans les années 1970 jusqu'à la revendication de la création d'un État autonome. La situation s'est détériorée au point de devenir une véritable guerre civile au début des années 1980 (voir aussi Îlam tamoul). Un cessez-le-feu, effectif depuis 2002, a été rompu en août 2006 sur fond d'explosion de bombes et d'obus provenant des deux camps. La guerre civile s'est terminée en mai 2009 avec la défaite totale des combattants indépendantistes. En 2009, les Tamouls représentent 18 % de la population du Sri Lanka, soit 3,8 millions de personnes.

## Répartition géographique

### Population tamoule en Inde
Lors du recensement de 2001, l'Inde comptait 60 793 814 habitants de langue tamoule (principalement dans l'État du Tamil Nadu) (2001).
La plupart des Tamouls de l'Inde vivent dans l'État du Tamil Nadu. Les Tamouls forment également la majorité de la population du territoire de Pondichéry, une ancienne colonie française enclavée à l'intérieur du Tamil Nadu. Les Tamouls constituent par ailleurs au moins un sixième de la population des îles Andaman et Nicobar.
Il existe également d'autres communautés tamoules dans le reste de l'Inde. La plupart d'entre elles sont d'origine très récente, et remontent aux périodes coloniale ou post-coloniale ; mais quelques-unes d'entre elles, particulièrement les Tamouls Hebbar et Mandyam du sud du Karnataka (2,9 millions), de Pune, du Maharashtra (1,4 million), de l'Andhra Pradesh (1,2 million), de Palakkad dans le Kerala (0,6 million), et à Delhi, y sont implantés depuis au moins la période médiévale.

### Population tamoule au Sri Lanka
Lors du recensement de 2001, la population tamoule du Sri Lanka était de 3 092 676 personnes, divisée en deux groupes : les Tamouls sri-lankais (2 233 624 personnes) et les Tamouls indiens (859 052 personnes).
Les Tamouls sri-lankais (ou Tamouls de Ceylan) sont les descendants des Tamouls de l'ancien royaume de Jaffna et des chefferies de la côte est, les Vannimai. Les Tamouls indiens (appelés aussi Tamouls du pays des collines) sont les descendants des ouvriers envoyés de force du Tamil Nadu à Ceylan au XIXe siècle pour travailler dans les plantations de thé. Il existe en outre au Sri Lanka une population significative de musulmans de langue tamoule ; cependant, à la différence des Tamouls musulmans de l'Inde, ils ne sont pas identifiés comme d'ethnie tamoule, ils sont par conséquent catalogués en tant que groupe ethnique distinct dans les statistiques officielles,.
La plupart des Tamouls sri-lankais vivent dans les provinces du nord et de l'est, ainsi que dans la capitale Colombo, alors que les Tamouls indiens vivent dans les régions montagneuses du centre. Historiquement, les deux groupes se considèrent comme des communautés séparées, bien qu'un certain sens d'une appartenance commune se soit développé depuis les années 1980. En 1949, le gouvernement du United National Party, le Parti National Unifié, qui comprenait G. G. Ponnambalam, leader du Tamil Congress (« le Congrès tamoul »), dépouilla les Tamouls indiens de leur nationalité, suscitant l'opposition de S. J. V. Chelvanayakam, le leader du Parti fédéral nationaliste tamoul, et de la plupart des Tamouls.
Aux termes d'un accord entre les gouvernements de l'Inde et du Sri Lanka dans les années 1960, environ 40 % des Tamouls indiens se sont vu reconnaître la nationalité srilankaise, et une grande partie des autres a été rapatriée en Inde. Pendant les années 1990, la plupart des Tamouls indiens ont obtenu la nationalité sri-lankaise.

### Diaspora d'origine tamoule

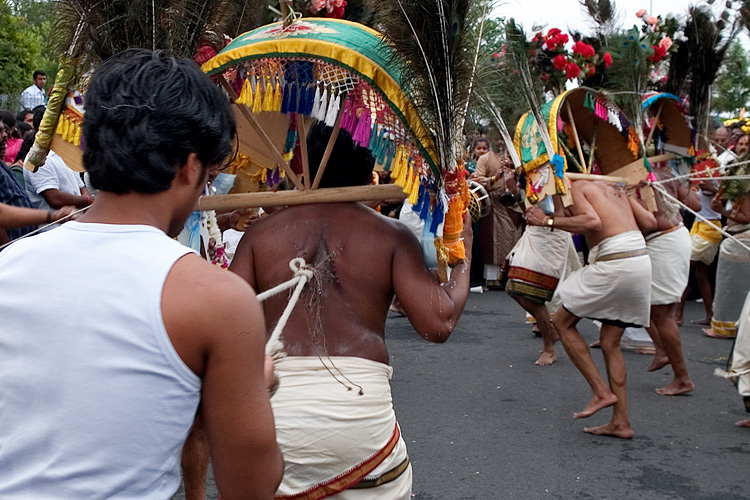
Danseurs Kavadi à Hamm, Allemagne en 2007.

Une émigration tamoule significative a commencé à partir du XVIIIe siècle, lorsque le gouvernement colonial britannique a envoyé bon nombre de Tamouls pauvres comme ouvriers sous contrat dans différentes parties de l'Empire, en particulier en Malaisie, en Afrique du Sud, aux îles Fidji, à l'île Maurice et dans les Caraïbes. À peu près à la même époque, de nombreux hommes d'affaires tamouls ont également émigré vers d'autres régions de l'Empire britannique, essentiellement vers la Birmanie et l'Afrique de l'est.

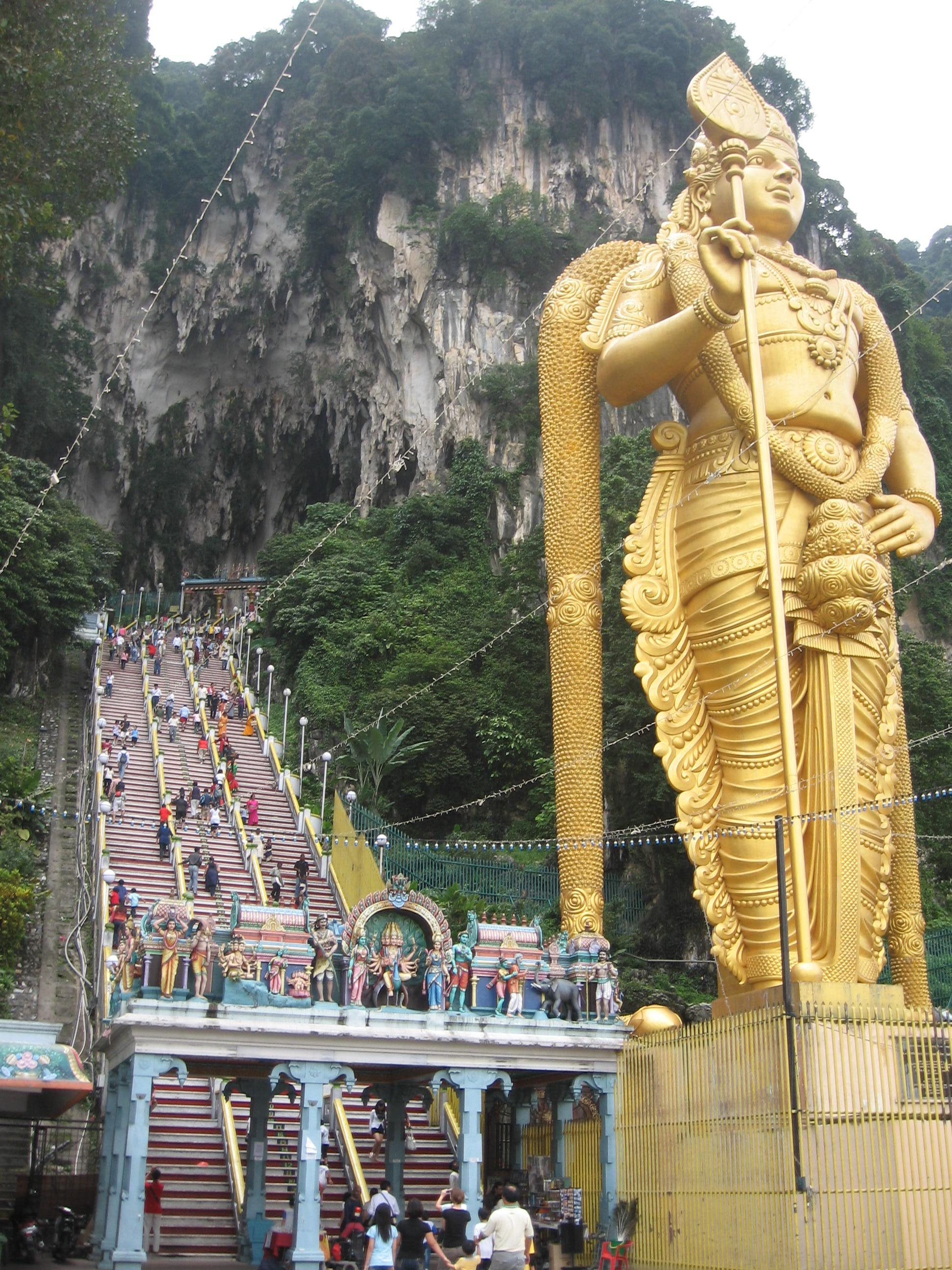
Les grottes de Batu, temple construit par les Tamouls de Malaisie aux alentours de 1880.

De nombreux Tamouls vivent encore dans ces pays, et les communautés tamoules de Singapour, de l'île de La Réunion, de Malaisie et d'Afrique du Sud ont conservé une grande part de leur culture et de leur langue. De nombreux écoliers de Malaisie suivent les cours d'écoles tamoules, et une proportion significative des enfants tamouls de l'île Maurice et de la Réunion reçoivent une éducation en tamoul. À Singapour, les étudiants tamouls apprennent le tamoul en seconde langue, l'anglais étant la première. Pour préserver la langue tamoule, le gouvernement de Singapour en a fait une langue officielle, bien que les Tamouls ne représentent guère que 5 % de la population, et en a rendu l'étude obligatoire pour les Tamouls. D'autres communautés tamoules, comme celles d'Afrique du Sud et des îles Fidji, n'ont plus le tamoul comme langue maternelle, mais conservent cependant une forte identité tamoule et restent capables de comprendre la langue, que la plupart des anciens continuent d'utiliser en priorité dans la vie courante.
Une forte émigration a également commencé dans les années 1980, lorsque les Tamouls du Sri Lanka ont cherché à fuir le conflit ethnique qui s'y déroulait. Ces émigrants de fraîche date ont fui la plupart du temps vers l'Australie, l'Europe, l'Amérique du Nord et l'Asie du sud-est. De nos jours, la plus grande concentration de Tamouls en dehors de l'Asie du Sud-Est se trouve à Toronto, au Canada.
De nombreux jeunes Tamouls éduqués ont également quitté l'Inde pour l'Europe et les États-Unis récemment, dans l'espoir d'améliorer leur situation. Ces nouvelles communautés d'immigrants ont créé des associations culturelles, telles que la Federation of Tamil Sangams of North America (« Fédération des Tamouls sangam d'Amérique du Nord »), pour protéger et promouvoir leur culture et leur langue dans leurs pays d'adoption.

## Culture

### Langue et littérature

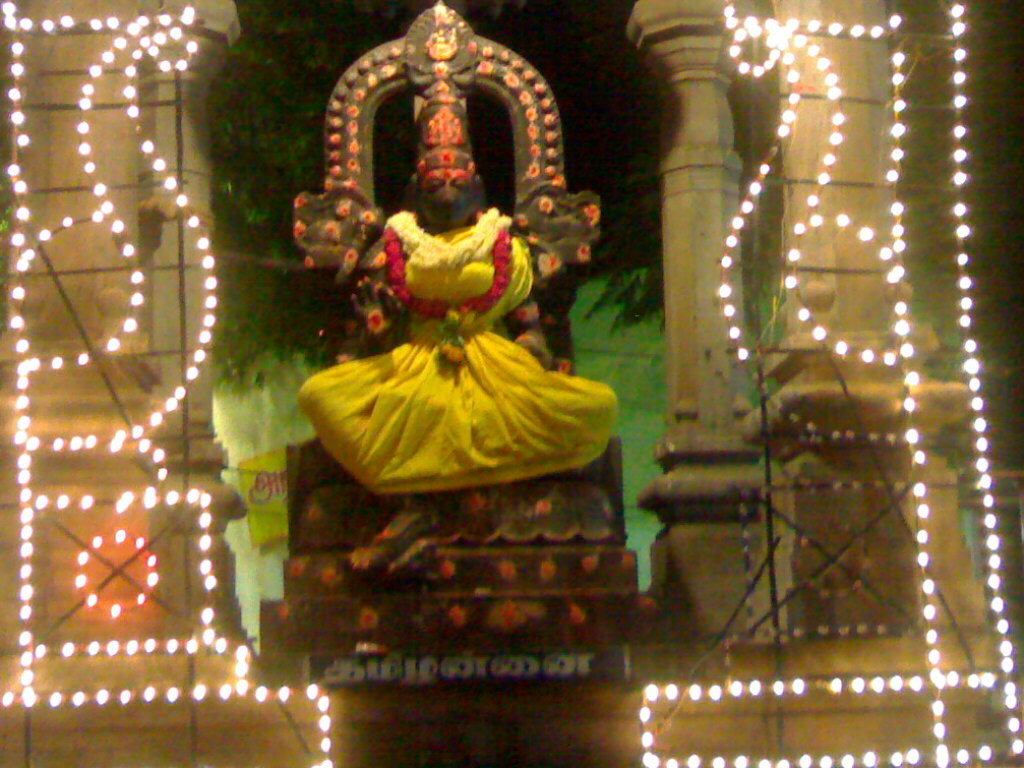
Une idole à Madurai, représentant la langue tamoule sous la forme d'une divinité ; l'inscription sur le piédestal signifie Tamil Annai (« Mère Tamoul »).

Les Tamouls sont très attachés à leur langue, souvent vénérée dans la littérature comme Tamil̲an̲n̲ai, « la Mère Tamoul ». Cette langue a été historiquement et, dans une large mesure, est  toujours au centre de l'identité tamoule. Comme les autres langues de l'Inde du Sud, il s'agit d'une langue dravidienne, sans lien de parenté avec les langues indo-européennes de l'Inde du nord. La langue tamoule a été beaucoup moins influencée par le sanskrit que les autres langues dravidiennes, et conserve beaucoup de caractéristiques du proto-dravidien, bien que le tamoul parlé aujourd'hui au Tamil Nadu fasse facilement des emprunts au sanskrit et à l'anglais.
La littérature tamoule est extrêmement ancienne, et est reconnue comme « langue classique » par le gouvernement indien.
La littérature sangam, qui va de la poésie lyrique aux travaux sur la poétique, la philosophie et l'éthique, est complètement différente des littératures de la même époque dans d'autres langues indiennes et de leur évolution ultérieure. Elle constitue le corps de littérature séculière le plus ancien de toute l'Asie du Sud-Est. Parmi les grandes œuvres de la littérature classique tamoule, toujours accessibles, car la langue écrite a peu changé au fil des siècles, on peut citer le Tirukkural de Tiruvalluvar, Les Cinq Grandes épopées de la littérature tamoule, ainsi que les œuvres de Auvaiyar. 
La littérature tamoule moderne est très variée : le nationalisme indien apparaît dans les œuvres de Subramanya Bharathi, tandis que s'exprime, chez Pudhumaipithan et Jayakanthan, un réalisme social, radical et modéré ; Kalki Krishnamurthy écrit des romans historiques ; le féminisme est défendu par Malathi Maithri et Kutti Revathi. L'œuvre de Sujatha Rangarajan, l'un des écrivains les plus populaires du Tamil Nadu, va des romans d'amour à la science fiction. Enfin, la tragédie vécue par les populations civiles du Sri Lanka au cours de décennies de guerre a inspiré un certain nombre d'œuvres littéraires modernes. Une littérature de la diaspora tamoule commence aussi à se développer.
Les Tamouls emploient un certain nombre de dialectes régionaux, qui varient selon les régions et les communautés. Les dialectes tamouls se différencient essentiellement par des changements phonologiques disparates et par des évolutions phonétiques à partir du tamoul ancien, car la plupart ne se distinguent pas au niveau du vocabulaire utilisé. Il existe cependant quelques exceptions : ainsi, les dialectes tamouls parlés au Sri Lanka comprennent de nombreux mots qui ne sont pas d'usage courant en Inde, et en utilisent de nombreux autres dans des sens légèrement différents ;
le dialecte des Iyers de Palakkad, dans le Kerala, use d'un grand nombre de mots empruntés au malayalam, a été influencé par la syntaxe malayalam, et se parle avec un accent marqué également par le malayalam ;
le dialecte sankethi, parlé par des groupes Iyers tamouls, et les dialectes hebbar et mandyam, pratiqués par des Vaishnavites émigrés au Karnataka au XIe siècle, font appel à de nombreux concepts religieux et spirituels d'origine vaishnavite ;
le tamoul parlé à Chennai comprend des mots anglais. On l'appelle Madras bashai, le langage de Madras (Madras étant l'ancien nom de Chennai).

### Arts visuels et architecture
La plus grande partie de l'art traditionnel tamoul est en fait un art religieux, centré principalement sur l'hindouisme, bien que l'élément religieux ne soit souvent qu'un moyen de représenter des thèmes universels, ou parfois humanistes. 

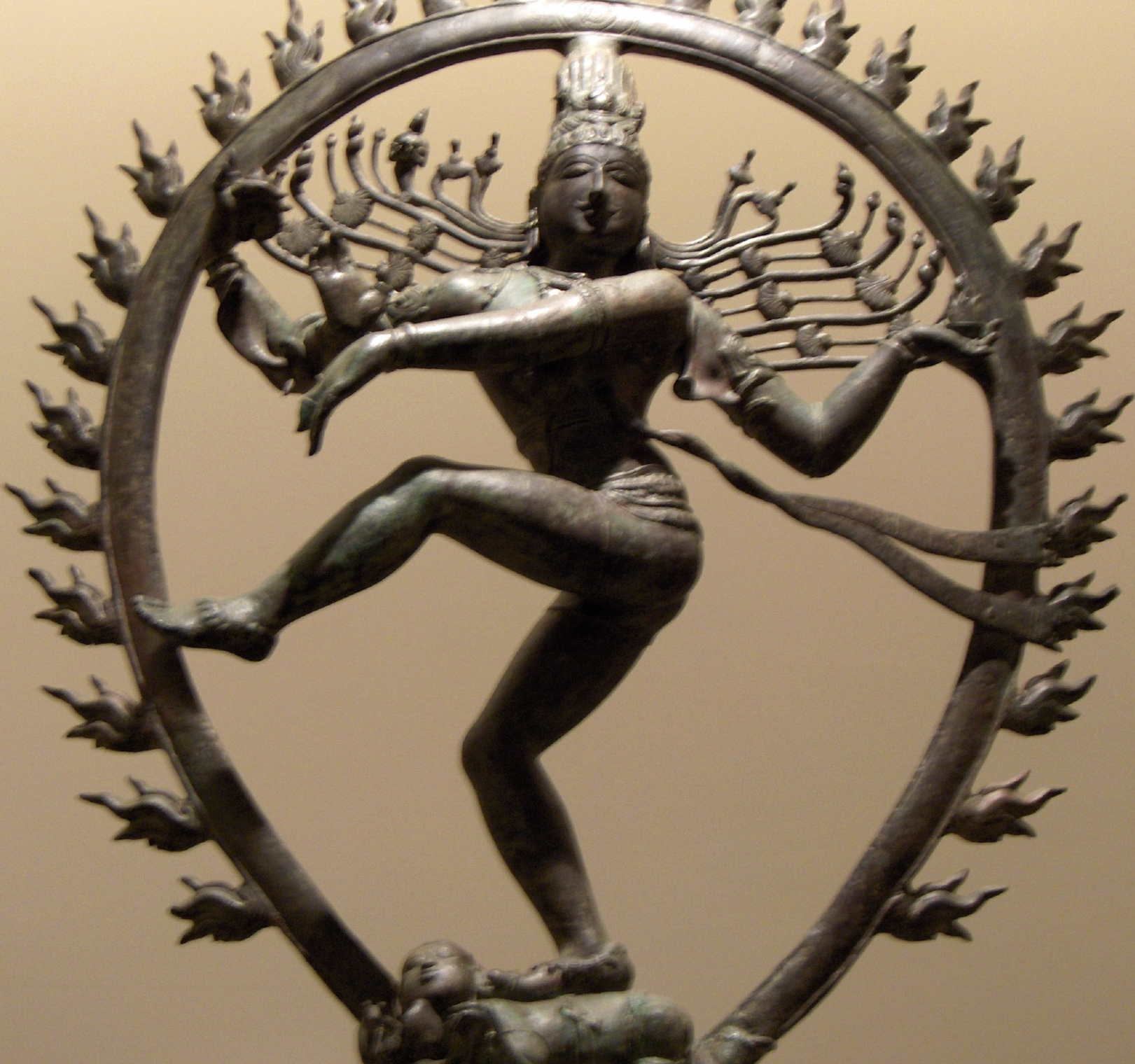
Shiva dansant, ou Shiva Nataraja : un exemple typique de bronze Chola (Musée Guimet).

#### Peinture
La forme la plus importante de la peinture tamoule est la « peinture de Tanjore », apparue à Tanjavûr (le véritable nom de Tanjore) au IXe siècle. Le support utilisé pour cette forme de peinture est une pièce d'étoffe recouverte d'oxyde de zinc, sur laquelle l'image est peinte en utilisant plusieurs couleurs différentes ; elle est ensuite ornée de pierres semi-précieuses, rebrodée de fils d'argent ou d'or.
Un style, apparenté à l'origine, mais qui dénote d'importantes différences dans l'exécution, est utilisé pour les peintures murales des temples ; les exemples les plus notables sont les peintures murales de Kutal Azhakar et du temple de Mînâkshî à Madurai, ou encore le temple de Brihadesvara à Tanjore. L'art tamoul, en général, est reconnu pour son élégance stylistique, la richesse de sa palette picturale, et la minutie de son exécution.

#### Sculpture
La sculpture tamoule va des élégantes sculptures de pierre des temples aux icônes de bronze aux détails exquis. Les bronzes Chola du Moyen Âge sont considérés comme étant l'une des plus importantes contributions de l'Inde à l'art mondial,. À la différence de la majeure partie de l'art occidental, le matériau utilisé par le sculpteur tamoul n'a pas d'influence sur la forme de la sculpture. Aussi est-il fréquent de voir dans des sculptures de pierre ces formes fluides que l'on ne voit d'habitude que dans le métal.

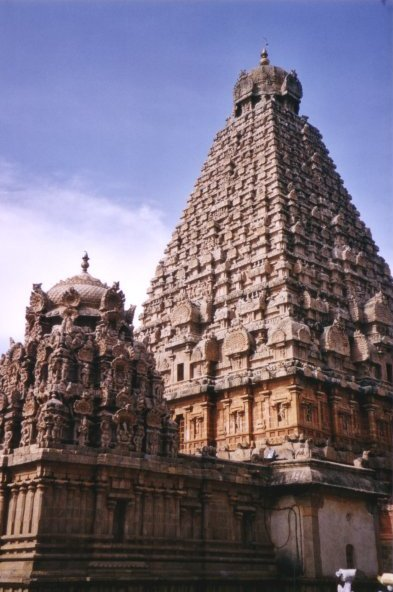
Le temple de Brihadeshswara à Tanjore, également appelé le Grand Temple, construit par Rajaraja Chola Ier. Les dynasties tamoules protégeaient l'hindouisme et les arts.

Comme pour la peinture, les sculptures témoignent d'un grand sens du détail ; les détails les plus fins des bijoux portés par les sujets sculptés sont rendus avec le plus grand soin. Les lignes sont douces et fluides, et, très fréquemment, le mouvement est traduit avec une grande habileté. Les sculptures des grottes de Mamallapuram sont des exemples particulièrement remarquables de cette technicité, tout comme les bronzes. L'une des représentations les plus communes et les plus célèbres de l'art hindou, et un sujet particulièrement traité dans les bronzes, est le somptueux Shiva (ou Çiva en tamoul) Natarâja, Seigneur de la Danse, ou des Danseurs, en train de danser, une jambe en suspens, le corps entouré d'un halo de feu.

#### Temples
Les temples tamouls étaient souvent traités simplement comme des sculptures à grande échelle. Les temples sont particulièrement remarquables pour leur tours élevées, les gopuram, qui comportent différents niveaux étagés, et leur vimanam, le gopuram qui s'élève au-dessus du saint des saints. Durant la période Chola, les vimanam ont plus d'élévation, ce qui est le cas du temple de Brihadesvara à Tanjore. Durant la période Nayak, les tours deviennent progressivement plus élaborées et plus ornées, comme au temple de Mînâkshî de Madurai, pendant que les vimanam deviennent nettement plus petits. À partir du XIIIe siècle, les portes d'entrée des temples, qui sont appelées gopuram en tamoul, commencent également à devenir plus grandes et plus élaborées. Les temples de Chidambaram et de Srirangam ont des gopuram particulièrement impressionnantes, couvertes de sculptures montrant différentes scènes de la mythologie hindoue.

#### Symbolique
Comme l'art indien en général, l'art tamoul, traditionnellement, ne recherche ni le réalisme ni l'exactitude des portraits. C'est la représentation d'un archétype, d'une vision idéale, qui règne , avec la représentation des symboles associés au thème de l'œuvre d'art. Cela implique que de petits détails, tels que la direction vers laquelle une main est orientée, les animaux ou les arbres apparaissant dans l'œuvre, ou encore le moment du jour qui est décrit, sont souvent des éléments indispensables pour comprendre la signification d'une œuvre d'art.

### Musique et arts du spectacle
Les arts du spectacle tamouls traditionnels ont des racines très anciennes. Les cours royales et les temples ont toujours été des centres artistiques depuis l'époque classique, voire peut-être auparavant. La description de spectacles dans la littérature classique tamoule et dans le Natya Shastra, un traité sanskrit portant sur les arts du spectacle, indique une relation étroite entre les formes anciennes et modernes de ces arts. Le but d'un spectacle dans la tradition tamoule est de faire sortir, d'exprimer le rasa, la saveur, l'humeur ou le sentiment que véhicule le texte, et sa qualité se mesure à sa capacité à éveiller cette même humeur, ces mêmes sentiments chez les spectateurs.

#### Musique traditionnelle
Les Tamouls ont en commun avec le reste de l'Inde du sud une tradition musicale, appelée musique carnatique. Elle consiste essentiellement en musique chantée, dans laquelle les instruments soit accompagnent de la voix, soit s'y substituent, en l'imitant. Les anciennes œuvres tamoules, telles que le Cilappatikaram, décrivent l'ancien système musical tamoul qui comprend de vieux modes carnatiques, et une inscription Pallava du VIIe siècle, située à Kudimiyamalai, contient l'un des tout  premiers exemples existant encore d'une notation musicale indienne.
La musique carnatique moderne est agencée autour de deux concepts jumeaux, l'un s'appliquant au type de mélodie (rāgam), l'autre au type de rythme récurrent (thāḷam). À la différence de la tradition musicale du nord, en Hindoustan, la musique carnatique est pratiquement toujours de nature religieuse. En fort contraste avec l'esprit réservé et intellectuel de la musique carnatique, les musiques populaires tendent à se montrer beaucoup plus exubérantes. Les formes de musiques folkloriques tamoul comprennent le Villuppattu, narration entrecoupée de musique et rythmée par un grand arc, et le Naattupurapaattu, une ballade racontant une histoire populaire.

#### Danse classique

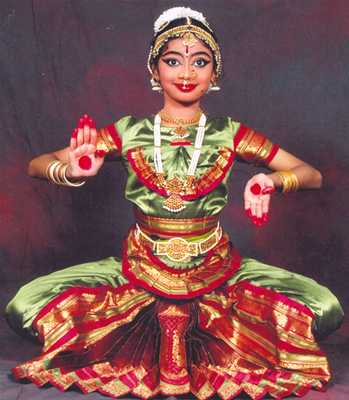
Jeune danseuse Bharatanatyam.

La danse classique dominante chez les Tamouls est le Bharata natyam. La danse Bharatanatyam, dont l'apprentissage est très difficile et très long, est un spectacle, exposition d'une histoire racontée par une chanson, dansée traditionnellement par une seule personne sur scène, accompagnée d'un orchestre de tambours, un bourdon, et, en arrière-scène, un ou plusieurs chanteurs. L'histoire est racontée au travers d'une combinaison compliquée de Mudrās (positions des mains, ayant une signification), de jeux de physionomie, et de diverses postures strictement codifiées. Initialement liée aux cérémonies religieuses et confiée à de jeunes hommes, elle fut, sous la domination anglaise, enseignée exclusivement à des jeunes filles. Grâce à Rukmini Devi Arundale, elle a, depuis le milieu du XXe siècle gagné en reconnaissance. Il arrive aujourd'hui que la danse fasse appel à des interprètes masculins bien connus, comme Raghunath Manet.

#### Danses folklorique
La plus notable des danses folkloriques tamoules est le karakattam. Sous sa forme religieuse, la danse est interprétée devant l'image de la déesse Mariamma. Le danseur (ou la danseuse), qui porte sur sa tête un pot de cuivre rempli de riz cru, surmonté d'une pyramide de fleurs et entouré d'une structure de bambou, culbute et saute au rythme d'une chanson sans faire tomber un seul grain. Le karakāṭṭam est en général accompagné d'un chant spécifique, connu sous le nom de temmanguppattu, un chant d'amour traditionnel d'un amant à sa bien-aimée, accompagné par un nâgasvaram et un melam. Parmi les autres danses folkloriques tamoules se comptent le mayilattam, dans lequel les danseurs attachent autour de leur taille une ceinture de plumes de paon ; l’oyilattam, dansé dans un cercle, pendant que l'on agite de petits morceaux de tissu de diverses couleurs ; le poykkal kuthiraiyaattam, dans lequel les danseurs utilisent des chevaux factices ; le manaattam, où ils imitent le bond gracieux des daims ; le paraiyattam, dansé au rythme des tambours ; et le thippanthattam, qui implique de jouer avec des torches enflammées. Le kuravanci est une forme de drame dansé, interprété par quatre à huit femmes. Il s'ouvre sur l'arrivée d'une diseuse de bonne aventure d'une tribu nomade kurava, qui conte l'histoire d'une dame se languissant de son amant.
Le therukoothu, littéralement le « jeu de rue », est une forme de théâtre de village, ou d'opéra populaire. On l'interprète traditionnellement sur la place d'un village, sans décor et avec des accessoires rudimentaires. Le spectacle fait appel à des chants et des danses, et les histoires peuvent être aussi bien religieuses que séculières. Les représentations ne sont pas figées, et les acteurs interagissent fréquemment avec le public, se moquant de lui, ou l'invitant à participer au dialogue. Le therukkūthu a récemment évolué, avec un franc succès, pour relayer des messages à caractère social, comme l'abstinence, la critique anti-caste, ou encore des informations concernant les droits civiques ; il s'est du coup étendu à d'autres régions de l'Inde.
Le village de Melattur, au Tamil Nadu, a en propre une forme de spectacle, le bhagavata-mela, en l'honneur de la divinité locale, que l'on interprète une fois l'an, et qui dure toute la nuit.

#### Théâtre
Le Tamil Nadu a également une tradition bien établie dans le domaine du théâtre, mais fortement influencée par le théâtre occidental. Il existe un certain nombre de compagnies, avec des répertoires comprenant de nombreux genres allant de l'absurde au comique, en passant par le réalisme.

#### Cinéma et musique de film
Les arts du spectacle classiques et traditionnels sont encore bien vivants dans la société tamoule d'aujourd'hui. Mais les Tamouls du Tamil Nadu sont également passionnés de films. L'industrie cinématographique tamoule, couramment appelée Kollywood et basée à Chennai, est la seconde plus importante en Inde après le Bollywood de Bombay. Le cinéma tamoul est reconnu aussi bien pour sa qualité technique que pour sa valeur artistique et le divertissement qu'il offre. L'immense majorité des films tamouls comprend des séquences chantées et dansées, et la musique de film tamoule est un genre populaire en tant que tel, mêlant souvent allègrement des éléments de musique carnatique, de folklore tamoul, de styles du nord de l'Inde, de hip-hop, et de heavy metal. Les grands noms de cette musique à la fin du XXe siècle comptent M. S. Viswanathan, Ilayaraaja, et A. R. Rahman.

### Religion
Environ 88 % de la population du Tamil Nadu sont hindous. Les musulmans et les chrétiens représentent 6 % et 5,5 % respectivement. La plupart des chrétiens sont catholiques. La majorité des musulmans du Tamil Nadu parlent tamoul, avec moins de 40 % d'entre eux qui donnent l'ourdou comme étant leur langue maternelle. Les Tamouls jaïns forment une petite communauté de plusieurs milliers de croyants, et dont la présence dans le Tamil Nadu semble très ancienne (le Seigneur Râma est censé avoir rendu hommage à un moine jaïn sur son chemin vers le Sri Lanka). L'athéisme, les philosophies humaniste et rationaliste ont également le soutien de minorités non négligeables, à la suite de la résurgence d'une culture spécifiquement tamoule au XXe siècle et à son antipathie à l'égard de l'hindouisme.
La divinité la plus populaire est Murugan, connue également sous le nom de Kârttikeya, l'un des fils de Shiva.
L'adoration de la déesse Amman, également appelée Mariamman, qui proviendrait, croit-on, du culte d'une ancienne déesse-mère, est également très répandue. Kannagi, l'héroïne du Cilappatikaram, est adorée par beaucoup de Tamouls sous le nom de Pattini, en particulier au Sri Lanka. Il y a également de nombreux adorateurs de Ayyavazhi au Tamil Nadu, tout spécialement dans les districts du sud. De plus, il y a beaucoup de temples et de sectateurs de Vishnu, Shiva, Ganapathi, et des autres divinités du panthéon hindou.

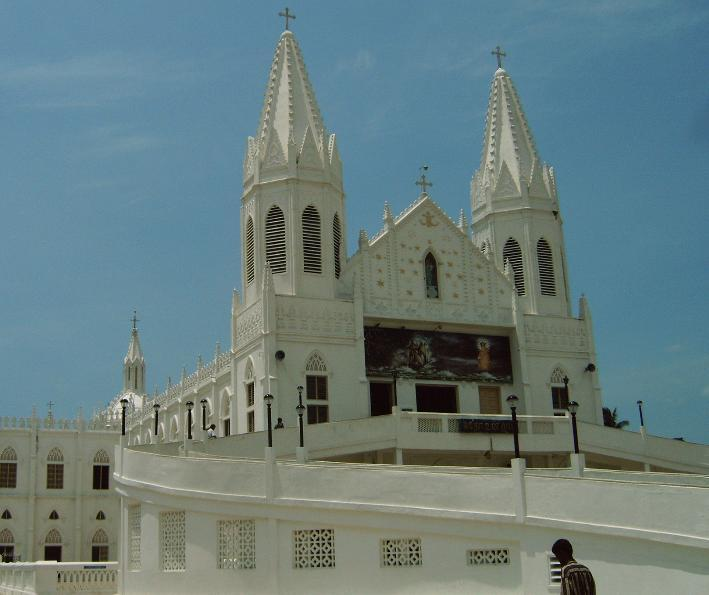
À Velankanni, la basilique Notre-Dame de la Bonne Santé, une église mariale appréciée par tous au-delà des différences de croyance.

Les fêtes les plus importantes au Tamil Nadu sont Pongal, fête des moissons qui se déroule à mi-janvier, et Varudapirappu, la nouvelle année tamoule, qui a lieu aux alentours de mi-avril. Les deux fêtes sont célébrées par presque tous les Tamouls, quelle que soit leur religion. La fête de Divālī, essentiellement hindoue, est célébrée en fanfare. Parmi les autres fêtes hindoues célébrées chez les Tamouls, on peut également signaler Thaipusam, Panguni Uttiram, et Adiperukku. Si Adiperukku est fêté avec plus de pompe qu'ailleurs dans la région de la Cauvery, la fête de Ayyavazhi, Ayya Vaikunda Avataram, est surtout fêtée dans les districts du sud de Kanyakumari, Tirunelveli, et Thoothukudi.
Dans les zones rurales du Tamil Nadu, de nombreuses divinités locales, appelées aiyyan̲ārs, sont considérées comme les esprits des héros locaux, qui protègent le village du mal. Leur adoration est souvent centrée autour des naddukal, pierres érigées en mémoire des héros morts au combat. Cette forme d'adoration est mentionnée fréquemment dans la littérature classique et semble être ce qui reste d'une ancienne tradition tamoule.
Le Shivaïsme est bien représenté chez les Tamouls, en particulier parmi les Tamouls du Sri Lanka, bien que le plus grand nombre de sites shivaïtes religieux d'une certaine importance soient en Inde du nord. Les Alvars et les Nayanars, qui sont principalement Tamouls, ont joué un rôle majeur dans la renaissance de la tradition Bakhti en Inde. Au Xe siècle, le philosophe Ramanuja — qui propagea la théorie du Visishtadvaitam — apporta de nombreux changements aux rituels d'adoration, créant de nouvelles règles concernant l'adoration dans les temps, et accepta parmi ses principaux disciples des Hindous de basse caste.
Selon la tradition, le christianisme est arrivé en Inde en l'an 52, avec Saint Thomas, l'apôtre, et le nombre de chrétiens tamouls crut durant la période coloniale. La plupart des Tamouls chrétiens sont catholiques et protestants. L'Islam commença à s'implanter au Tamil Nadu après l'arrivée de Sulthan Syed Ibrahim Shaheed, descendant de Mahomet qui vint de Médine, en Arabie saoudite, au cours du XIIe siècle. Sa tombe se trouve à Erwadi dargah dans le district de Ramanathapuram. Les Tamouls musulmans appartiennent essentiellement, soit au courant principal que constitue le Sunnisme, soit au Soufisme.

### Cuisine
Chaque région géographique où vivent les Tamouls s'est créé sa propre variante des plats qui leur sont communs, auxquels s'ajoutent quelques plats propres à chaque région. La région du Chettinad, qui se compose du Karaikudi et des zones avoisinantes, est connue à la fois pour ses plats végétariens traditionnels, tels que les appam, uthappam, et paal paniyaram, et pour ses plats non-végétariens, qui font principalement appel au poulet.
Le riz, qui constitue la nourriture de base dans la majeure partie des régions tamoules, est habituellement préparé à la vapeur et servi avec deux à six ingrédients qui lui servent d'accompagnement ; parmi ceux-ci, on trouve typiquement le sambar, le curry sec, le rasam, le kootu, et le thayir (lait caillé) ou le moru (petit lait ou babeurre).
Le tiffin, ou repas léger, qui comprend en général un ou plusieurs plats, pongal, dosai, idli, vadai, avec du sambar, et du chutney, est souvent servi au petit déjeuner ou pour un en-cas le soir. Le ghi, le beurre clarifié indien, neyyi en tamoul, est utilisé pour parfumer le riz quand on le mange avec du dhal ou du sambar, mais pas avec du lait caillé ou du babeurre. Le morkulambu, un plat qui peut être relevé avec du moru, est également très apprécié avec le riz à la vapeur.

### Arts martiaux
Divers arts martiaux, comprenant le Kuttu varisai, le Varma Kalai, le Silambam Nillaikalakki, le Maankombukkalai (Madhu) et le Kalarippayattu, sont pratiqués au Tamil Nadu et au Kerala. Les armes incluent le Silambam, le Maankombukkalai, le Yeratthai Mulangkol (double bâton), le Surul Pattai (épée à ressort), le Val Vitchi (épée simple), et le Yeretthai Val (double épée).
L'art tamoul ancien de la tauromachie à main nue, tenu en grande estime chez les guerriers de l'ancien temps,, a également survécu dans certaines régions du Tamil Nadu, notamment à Alanganallur près de Madurai, où il est connu sous le nom de jallikaṭṭu ou mañcuviraṭṭu et se tient une fois l'an à peu près à l'époque des fêtes de Pongal.

## Politique
L'étendue de la diaspora tamoule a freiné la création d'institution officielles pan-tamoules. Les institutions nationales les plus importantes pour les Tamouls ont été les gouvernements des États dans lesquels ils vivent, en particulier le gouvernement du Tamil Nadu et le gouvernement du Sri Lanka, car ils ont travaillé à mettre au point une terminologie technique et scientifique en langue tamoule, et en ont promu l'usage depuis les années 1950.

### Au Tamil Nadu
La politique au Tamil Nadu est dominée par le « Mouvement pour le respect de soi-même » (appelé aussi « Mouvement dravidien »), fondé par Periyar E. V. Ramasamy, connu familièrement sous le nom de Periyar, dans le but de promouvoir le respect de soi et le rationalisme, ainsi que de lutter contre le système des castes et l'oppression des castes les plus basses. Chaque grand parti politique du Tamil Nadu fonde son idéologie sur le « Mouvement pour le respect de soi », et les partis politiques nationaux jouent un rôle très restreint dans la politique du Tamil Nadu.
Dans les années 1960, le gouvernement du Tamil Nadu a tenu une Conférence tamoule mondiale, qui a continué de se réunir de temps en temps depuis lors. En 1999, Une Confédération tamoule mondiale a été mise sur pied pour protéger et développer la culture tamoule, et propager un sentiment d'appartenance chez les Tamouls des différents pays où ils se trouvent. La Confédération a depuis adopté un drapeau tamoul et un hymne tamoul, pour devenir des symboles transnationaux pour la communauté tamoule. Les mots figurant sur le drapeau reprenne la première ligne d'un poème du poète classique Kanian Poongundranaar, et signifie « Chacun appartient à notre famille ; partout est notre foyer ».
Jayalalitha Jayaram, ancienne actrice indienne dirige le « All India Anna Dravida Munnetra Kazhagam » ou AIADMK, parti du Tamil Nadu, dont elle fut « Chief Minister » (ministre-président) de mai 2001 à mai 2006.

### Au Sri Lanka
Au Sri Lanka, la politique tamoule est dominée par les mouvements fédéralistes, conduits par le Federal Party (appelé plus tard Front de Libération Tamoul Unifié, Tamil United Liberation Front), jusqu'au début des années 1980. Au cours des années 1980, le mouvement politique s'est vu supplanté presque totalement par une violente campagne militaire conduite par plusieurs groupes militants tamouls. Les Tigres de libération de l'Îlam tamoul, les LTTE (en anglais : Liberation Tigers of Tamil Eelam), fondés en 1976 et qui sont apparus au cours des années 1990 comme la force principale parmi ces différents groupes, contrôle à ce moment un tiers du Sri Lanka, et s'efforce d'établir son propre gouvernement dans ces zones, appelé gouvernement du Tamil Eelam. À partir de 1983, la Guerre civile du Sri Lanka est devenue très meurtrière pour les civils du fait de sa durée et de la détermination des deux opposants (gouvernement Sri Lankais et les rebelles tamouls).
En 2009, cependant, les forces du LTTE ont été acculées par l'armée gouvernementale et perdu toutes les villes qu'elles contrôlaient. Entre 15 000 et 20 000 civils seraient encerclés dans la zone de combat selon les autorités locales, jusqu'à 50 000 selon l'ONU ; après avoir perdu leur accès à la mer le 16 mai (accès vital pour l'approvisionnement), ils annoncent qu'ils cessent le combat et déposent les armes le 17 mai 2009. Le 18 mai 2009, Velupillai Prabhakaran, dirigeant historique de l'organisation, est donné comme mort, probablement tué dans une embuscade de l'armée sri-lankaise. Sont également retrouvés les cadavres de plusieurs hauts responsables de la rébellion.

#### En langue française
- (fr) Robert Dulau, Habiter en Pays tamoul, L'Harmattan, Paris, Montréal, 1999, 300 p. (texte remanié d'une thèse de Géographie soutenue à l'Université de Paris 4-Sorbonne)
- (fr) Jean-Marie Julia, Le génocide des Tamouls à Sri Lanka, CIMADE, Service œcuménique d'entraide, Lyon, 2000, 126 p.
- (fr) Aude Mary, En territoire tamoul à Paris : un quartier ethnique au métro La Chapelle, Autrement, Paris, 2008, 128 p.  (ISBN 978-2-7467-1191-4)
- (fr) Lionel Paul, La question tamoule à Sri Lanka, 1977-1994, Université de Nantes, Centre de recherches sur l'histoire du monde atlantique ; L'Harmattan, Paris, Montréal, 1997, 271 p.  (ISBN 2-7384-5689-8)
- (fr) Elisabeth Sethupathy, Le chant du Tevaram dans les temples du pays tamoul. Au confluent de la bhakti sivaïte et de la musique tamoule, Université de Paris 3, IOAN, 1994, 400 p.
- (fr) Silvia Vignato, Au nom de l'hindouisme : reconfigurations ethniques chez les Tamouls et les Karo en Indonésie, L'Harmattan, Paris, Montréal, 2000, 437 p.  (ISBN 2-7384-8947-8)
- (fr) Viramma, Une vie paria : le rire des asservis, pays tamoul, Inde du Sud (propos recueillis et présentés par Josiane et Jean-Luc Racine), Plon, UNESCO, Paris, 1995 (réédité en 2005), 625 p.  (ISBN 2-259-02353-3)

#### En langue anglaise
- (en) F. Bowers, (1956). Theatre in the East - A Survey of Asian Dance and Drama. New York: Grove Press.
- (en) L. Casson, (1989). The Periplus Maris Erythraei: Text with Introduction, Translation and Commentary. Princeton, Princeton University Press.  (ISBN 0-691-04060-5).
- (en) Krishna Chaitanya, (1971). A history of Malayalam literature. New Delhi: Orient Longman. 	 (ISBN 81-250-0488-2).
- (en) A. K. Coomaraswamy, (1946). Figures of Speech or Figures of Thought. London: Luzac & Co.
- (en) M. & Joshi Gadgil, N.V. & Shambu Prasad, U.V. & Manoharan, S. & Patil, S. (1997). "Peopling of India." In D. Balasubramanian and N. Appaji Rao (eds.), The Indian Human Heritage, p. 100–129. Hyderabad: Universities Press.  (ISBN 81-7371-128-3).
- (en) G. L. Hart, (1975). The Poems of Ancient Tamil: Their Milieu and their Sanskrit Counterparts. Berkeley: University of California Press.  (ISBN 0-520-02672-1).
- (en) Hart, G.L. (1979). "The Nature of Tamil Devotion." In M.M. Deshpande and P.E. Hook (eds.), Aryan and Non-Aryan in India, p. 11–33. Michigan: Ann Arbor.  (ISBN 0-89148-014-5).
- (en) G. L. Hart, (1987). "Early Evidence for Caste in South India." In P. Hockings (ed.), Dimensions of Social Life: Essays in honor of David B. Mandelbaum. Berlin: Mouton Gruyter.
- (en) Mahadevan, Iravatham (2003). Early Tamil Epigraphy from the Earliest Times to the Sixth Century A.D. Cambridge, Harvard University Press.  (ISBN 0-674-01227-5).
- (en) Asko Parpola, (1974). "On the protohistory of the Indian languages in the light of archaeological, linguistic and religious evidence: An attempt at integration." In van Lohuizen, J.E. de Leeuw & Ubaghs, J.M.M. (eds.), South Asian Archaeology 1973, p. 90–100. Leiden: E.J. Brill.
- (en) Asko Parpola, (2003). Deciphering the Indus script (2nd ed.). Cambridge: Cambridge University Press.  (ISBN 0-521-79566-4).
- (en) Suresh B. Pillai, (1976). Introduction to the study of temple art. Thanjavur: Equator and Meridian.
- (en) Sumathi Ramaswamy, (1998). Passions of the Tongue: language devotion in Tamil India 1891–1970. Delhi: Munshiram.  (ISBN 81-215-0851-7).
- (en) K.S. Ramaswamy Sastri, (2002). The Tamils: The People, Their History and Culture, Vol. 1: An Introduction to Tamil History and Society. New Delhi: Cosmo Publications.  (ISBN 81-7755-406-9).
- (en) Manorama Sharma, (2004). Folk India: A Comprehensive Study of Indian Folk Music and Culture, Vol. 11: Tamil Nadu and Kerala. New Delhi: Sundeep Prakashan.  (ISBN 81-7574-141-4).
- (en) Rama Sivaram, (1994). Early Chola Art: Origin and Emergence of Style. New Delhi: Navrang.  (ISBN 81-7013-079-4).
- (en) T. S. Subramanian, « Rudimentary Tamil-Brahmi script unearthed at Adichanallur », The Hindu, The Hindu,‎ 17 février 2005 (lire en ligne)
- (en) V. Suryanarayan, (2001). "In search of a new identity", Frontline 18(2).
- (en) S. S. Swaminatha Iyer, (1910). A Brief History of the Tamil Country, Part 1: The Cholas. Tanjore: G.S. Maniya.
- (en) M. L. Varadpande, (1992). Loka Ranga: Panorama of Indian Folk Theatre. New Delhi: Abhinav Publications.  (ISBN 81-7017-278-0).
- (en) Spencer Wells, (2002). The Journey of Man: A Genetic Odyssey. Princeton University Press.
- (en) K. Zvebil, (1974). The Smile of Murugan: On Tamil Literature of South India. Leiden: Brill.  (ISBN 90-04-03591-5).
- (en) K. Indrapala, (2007). The evolution of an ethnic identity: The Tamils of Sri Lanka. Colombo:Vijitha Yapa.  (ISBN 978-955-1266-72-1).

### Filmographie
- (fr) Mariage Tamoul à la Réunion, film documentaire de Pierre Lane, Réseau France Outre-mer, 1997, 52 min (VHS)